# Tarek Abdelslam
Tarek Abdelslam (en bulgare : Тарек Абделслам, né le 29 octobre 1993) est un lutteur bulgare, d'origine égyptienne, spécialiste de lutte gréco-romaine.

## Carrière
Sous les couleurs de l'Égypte, il est médaillé de bronze des moins de 74 kg aux Jeux méditerranéens de 2013, médaillé d'argent des moins de 75 kg aux Championnats d'Afrique de lutte 2015 et médaillé d'or des moins de 80 kg aux Jeux africains de 2015.
Sous les couleurs de la Bulgarie, il est médaillé d'or des moins de 75 kg aux Championnats d'Europe de lutte 2017.